# Lucas (filme)
Lucas (prt: Lucas; bra: A Inocência do Primeiro Amor) é um filme de romance de comédia dramática dos Estados Unidos de 1986 dirigido por David Seltzer e estrelando Corey Haim, Kerri Green, Charlie Sheen e Winona Ryder (em seu primeiro papel de longa-metragem).

## Enredo
A trama gira em torno do jovem Lucas Blye (Haim), garoto superdotado de 13 anos que, excluído e escarnecido pelos colegas de sua escola secundária, apaixona-se por Maggie (Green), de 16 anos, que por sua vez acaba interessando-se por Cappie (Sheen), o capitão do time de futebol americano local.

## Elenco
- Corey Haim como Lucas Blye
- Kerri Green como Maggie
- Charlie Sheen como Cappie Roew
- Courtney Thorne-Smith como Alise
- Winona Ryder como Rina
- Tom Hodges como Bruno
- Guy Boyd como Técnico
- Jeremy Piven como Spike
- Garrett M. Brown como Sr. Kaiser

## Recepção
Recepção
As críticas para Lucas foram geralmente positivas. Com base em 20 críticas coletadas pelo agregador de críticas de filmes Rotten Tomatoes,70% dos críticos deram a Lucas uma crítica positiva e o filme tem uma pontuação média de 6,6/10. No Metacritic,tem uma pontuação média ponderada de 75 de 100 com base em 11 críticos, indicando "críticas geralmente favoráveis". Roger Ebert deu ao filme quatro de 4 estrelas, chamando-o de "um filme sobre adolescentes que estão procurando como ser bons uns com os outros, de cuidar, e não simplesmente serem preenchidos com egoísmo e luxúria". Ebert mais tarde incluiu o filme entre os seus 10 melhores filmes de 1986.
O filme não foi considerado um sucesso de bilheteria, arrecadando US$ 8.200.000 nos Estados Unidos. Corey Haim e Kerri Green foram indicados ao Young Artist Award em 1987.
O filme ficou em 16º lugar na lista da Entertainment Weekly dos 50 Melhores Filmes do Ensino Médio.